# Jules Pillet
Pour les articles homonymes, voir Pillet.
Jules Jean Désiré Pillet est un ingénieur des ponts et chaussées, architecte français, chef d'atelier à l'École des Beaux-Arts de Paris, né à Montmirail le 23 mai 1842 et mort à Paris le 11 avril 1912.

## Biographie
Jules Pillet est le fils de Jean-Baptiste Pillet, notaire. Il est élève de l'École polytechnique entre 1861 et 1863, de l'École des ponts et chaussées en 1863-1866 et de l'école des Beaux-Arts en 1863-1868 où il a été l'élève de Jean-Baptiste Guenepin et admis en 2e classe le 18 décembre 1863. Il est architecte dans le 6e arrondissement.
Il commence une carrière d'enseignement en 1867 comme chef des travaux graphiques, puis, en 1875, professeur de travaux graphiques, géométrie descriptive, stéréotomie et architecture de l'École des ponts et chaussées, et le même année maître de dessins de machines à l'École polytechnique, professeur de théorie de la perspective et des ombres à l'École spéciale d'architecture en 1878, professeur de dessin géométrique et d'ornement de l'École municipale Turgot entre 1870 et 1883, professeur de dessin géométrique au lycée Henri IV (1876-1884), de l'école municipale Lavoisier en 1887. Il a aussi enseigné la stéréotomie à l'Association philotechnique en 1870-1876. Il est chef d'atelier à l'École des beaux-arts à partir de 1882. Après le départ de son poste de professeur de constructions civiles du Conservatoire national des arts et métiers par Émile Trélat en 1894, Jules Pillet est élu à sa succession après avoir été son suppléant depuis 1881.
Il a contribué à l'élaboration de la réforme de l'enseignement du dessin en France. Cet enseignement a été structuré avec la mise en place d'un corps d'inspecteurs, d'un corps de professeurs, la rédaction d'un programme et la création de diplômes spécifiques. Entre 1878 et 1894, il est nommé inspecteur de l'enseignement du dessin auprès d'Eugène Guillaume. Cette méthode d'enseignement du dessin fait de la géométrique la base de la science du dessin et s'est imposée en France, mais elle a été rapidement critiquée par les professeurs de dessin à la suite de celles que Félix Ravaisson a faites aux environs de 1880 contre la méthode géométrique et partisan d'une méthode intuitive : « Les figues des êtres vivants ou, ce qui est la même chose, organisés, ne pouvant se calculer ni se construire rationnellement, comme celles qui ressortent de la géométrie, nous les estimons par une action indécomposable de l'intelligence tout autre que la déduction dont se servent les mathématiques, action qu'on appelle soit intuition, d'un terme qui signifie vue, soit jugement, soit sentiment ...». Il participe comme président de la première section au 1er Congrès international de l'enseignement du dessin qui s'est tenu à Paris en 1900. Il présente la 2e partie du rapport général. Ce congrès aborde la question d'une codification internationale des signes et symboles employés dans le dessin. Au Premier congrès national de l'enseignement du dessin tenu à Paris; en 1906, Jules Pillet qui le préside demande que la méthode de dessin intuitive soit officiellement expérimentée. Rapidement cette méthode va s'imposer.
Il est membre de la Société centrale des architectes en 1896, et de l'Association Taylor en 1886. Il fait partie du Comité des Sociétés des Beaux-Arts.
Il est inhumé le 13 avril 1912 au cimetière de Montmartre 20e division.

## Distinctions
- Officier de l'Instruction publique (1878).
- Officier de la Légion d'honneur (1906). Il est nommé chevalier en 1880.

## Publications
- Notes prises par les élèves du Cours de géométrie descriptive et de stéréotomie de M. Pillet. 1875-1876, Paris, École des Ponts et Chaussées, 1876 (lire en ligne)
- Dessin géométrique. Théorie des ombres et du lavis. Leçons professées à l'école Turgot `lieu=Parie, Librairie Ch. Delagrave, 1875 (lire en ligne)
- Cours préparatoire - Stéréotomie : 18e, 19e et 29e leçons, Paris, École des Ponts et Chaussées, 1884 (lire en ligne)
- Cours de géométrie appliquée : 1ère partie, La géométrie appliquée au dessin : Ombres usuelles - Projections cotées - Perspective - Théorie du lavis, Paris, École des Ponts et Chaussées, 1885 (lire en ligne)
- Traité de stéréotomie (charpente et coupe des pierres) : texte et dessins, Paris/Leipzig, Librairie C. Delagrave/Librairie H. Lesoudier, 1887 (lire en ligne)
- Traité de géométrie descriptive, ligne droite et plan, polyèdres, surfaces : texte et dessins, Paris/Leipzig, Librairie C. Delagrave/Librairie H. Lesoudier, 1887 (lire en ligne)
- avec H. Guiot, Le Dessin de paysage étudié d'après nature, Paris, Librairie Nony et Cie, 1889 (lire en ligne)
- avec Eugène Guillaume, L'enseignement du dessin, vol. 36, Paris, Imprimerie nationale, 1889 (lire en ligne)
- avec L. Bécourt, Exercices gradués de dessin topographique à l'usage des candidats à l'Ecole spéciale militaire de Saint-Cyr,, Paris, Librairie Hachette ey Cie, 1893 (lire en ligne)
- Les industries d'art de la Tunisie, Paris, imprimerie de Gauthier-Villars et fils, 1896 (lire en ligne)
- Traité de stabilité des constructions. Leçons professées au Conservatoire National des Arts et Métiers et à l'École spéciale d'architecture, Paris, Librairie polytechnique Baudry et Cie, 1895 (lire en ligne)
- Géométrie descriptive, Paris, Librairie des arts du dessin et de la construction, 1899, 2e éd. (lire en ligne)
- Cours de lavis théorique de l'École polytechnique, Paris, Librairie des arts du dessin et de la construction, 1900 (lire en ligne)
- Traité de perspective linéaire : précédé du tracé des ombres usuelles (rayon à 45 degrés) et du rendu dans le dessin d'architecture et dans le dessin de machines, Paris, Librairie des arts du dessin et de la construction, coll. « Encyclopédie du dessin et de la construction », 1901, 3e éd. (lire en ligne)
- L'enseignement du dessin en France dans les établissements universitaires, 1878-1904, Berne, L'enseignement du dessin en France dans les établissements universitaires, 1878-1904, 1904

Il a collaboré à l’Encyclopédie de l'architecture et de la construction, sous la direction de Paul Planat.